# Реактор II покоління

Порівняння розмірів корпусів реакторів ІІ покоління.

Реактор II покоління — це класифікація конструкції ядерного реактора, яка відноситься до класу комерційних реакторів, побудованих до кінця 1990-х років. Серед них прототипи та старі версії PWR, CANDU, BWR, AGR, РБМК і ВВЕР.
Вони відрізняються від реакторів I покоління, які відносяться до ранніх прототипів енергетичних реакторів, таких як Шиппінгпорт, Magnox/UNGG, АМБ, Фермі 1 і Дрезден 1. Останній комерційний енергетичний реактор першого покоління був розташований на атомній електростанції Вилфа і припинив роботу наприкінці 2015 року. Номенклатура конструкцій реакторів, що описує чотири «покоління», була запропонована Міністерством енергетики США під час представлення концепції реакторів IV покоління.
Позначення реактора покоління II+ іноді використовується для модернізованих конструкцій покоління II, створених після 2000 року, таких як китайський CPR-1000, у конкуренції з більш дорогими конструкціями реакторів III покоління. Як правило, модернізація включає вдосконалені системи безпеки та 60-річний проектний ресурс.
Проекти реакторів ІІ покоління зазвичай мали вихідний проектний термін служби 30 або 40 років. Такий термін був встановлений як термін, протягом якого будуть виплачені кредити, взяті під будівництво станції. Однак термін експлуатації багатьох реакторів другого покоління подовжується до 50 або 60 років, а повторне подовження терміну експлуатації до 80 років також може бути економічно вигідним у багатьох випадках. До 2013 року близько 75% ще діючих реакторів США отримали ліцензії на продовження терміну експлуатації до 60 років.
Реактор № 4 Чорнобиля, який вибухнув, був реактором другого покоління, а саме РБМК-1000.
Три зруйновані реактори Фукусіми-дайічі були реакторами другого покоління; зокрема реактори з киплячою водою Mark I (BWR), розроблені General Electric. У 2016 році блок 2 АЕС Watts Bar запрацював і, ймовірно, стане останнім реактором другого покоління, який запрацює в Сполучених Штатах.

## Зовнішні посилання
- Nuclear Reactors Knowledge Base at IAEA
- Gen IV at US DOE